# Савельев, Константин Иванович
Константи́н Ива́нович Саве́льев (октябрь 1918 — 18 марта 1943) — советский офицер, танкист-ас, участник советско-финской и Великой Отечественной войн, Герой Советского Союза (8 февраля 1943). За период боёв с 10 июня по 20 сентября 1942 года на его личном боевом счету — 23 подбитых и уничтоженных танка противника.

## Биография

### Ранние годы
Родился в октябре 1918 года в деревне Овсище Петроградской губернии (ныне Сланцевского района Ленинградской области) в семье рабочего. Русский. В 12 лет у Константина умерла мать, а ещё через год — отец. Вместе с сестрой Клавдией и младшим братом Сашей Константин переехал в Ленинград, где поступил в ремесленное училище. Получив профессию слесаря, работал на ТЭЦ-5 слесарем-инструментальщиком. Окончил девятилетку.
В РККА с 1938 года. Участник советско-финской войны 1939—1940 годов и походов советских войск в Западную Украину в 1939 и в Бессарабию 1940 годов.

### В годы Великой Отечественной войны
Участник Великой Отечественной войны с 22 июня 1941 года. Член ВКП(б) с 1942 года.
Впервые тогда ещё командир орудия танка Т-34 2-го танкового батальона 133-й танковой бригады (38-я армия, Юго-Западный фронт) старший сержант К. И. Савельев отличился в боях 8 — 13 февраля 1942 г. севернее г. Балаклея, где он в 5 танковых атаках уничтожил 1 противотанковое орудие, 1 ДЗОТ, 1 противотанковое ружье и 19 немцев, за что в апреле был награждён медалью «За отвагу».
Повторно старший сержант К. И. Савельев отличился в качестве командира орудия тяжёлого танка КВ-1 1-го танкового батальона 133-й танковой бригады (38-я армия, Юго-Западный фронт) 10 июня 1942 г. в районе села Татьяновка, когда во время отражения массированной танковой атаки он уничтожил 10 танков, 2 орудия, 2 тягача, до 70 немцев, за что был выдвинут на должность командира танка КВ-1, получил офицерское звание «младший лейтенант», а в ноябре был награждён орденом Отечественной войны 1-й степени.
В июле 1942 г. 133-я танковая бригада была переброшена на Сталинградский фронт, где была переформирована и полностью переведена на танки КВ-1. 9 августа в составе 64-й армии бригада участвовала в сражении у разъезда 74-й км. В этом бою экипаж танка КВ-1 младшего лейтенанта К. И. Савельева, входивший в 1-й танковый батальон, уничтожил 8 танков, 1 противотанковое орудие и до 35 немцев. При этом танк Савельева был подбит, но никто из его экипажа не пострадал. За этот бой в октябре Савельев был награждён орденом «Красного Знамени».
8 сентября 1942 года в бою в посёлке Бекетовка (пригород Сталинграда) танкист был ранен, но не покинул машину и только после завершения боя был направлен на медицинский пункт. В этом бою он уничтожил 4 танка, 5 орудий и около 60 солдат и офицеров противника.
Всего с июня 1941 г. по 20 сентября 1942 года Савельевым в составе экипажа согласно его наградному листу было уничтожено 23 танка, 9 пушек, 2 пулемёта, 3 тягача и свыше 220 солдат и офицеров противника, а сам он был трижды ранен. 20 ноября он был представлен командованием танковой бригады к званию Героя Советского Союза.
Указом Президиума Верховного Совета СССР от 8 февраля 1943 года «за образцовое выполнение боевых заданий командования на фронте борьбы с немецко-фашистскими захватчиками и проявленные при этом отвагу и геройство» младшему лейтенанту Савельеву Константину Ивановичу присвоено звание Героя Советского Союза.

#### «Севский рейд»
Однако высокую награду К. И. Савельеву получить не удалось. 12 марта 1943 года в ходе Севской операции на левом фланге 2-й танковой армии началось контрнаступление немецких войск. Одновременно силами 6 дивизий (из них три — венгерские) противник нанёс удар во фланг наступавшей конно-стрелковой группе генерал-майора В. В. Крюкова, вынудив части 2-го гвардейского кавалерийского корпуса начать отход к Севску.
Чтобы не допустить прорыва танков и пехоты противника, в район Севска по распоряжению командующего Центральным фронтом К. К. Рокоссовского была переброшена 11-я гвардейская танковая бригада из состава 2-й танковой армии. К 16 марта бригада сосредоточилась на южной окраине Севска, поступив в оперативное подчинение командира 2-го гвардейского кавалерийского корпуса В. В. Крюкова. Бригада имела в своём составе мотострелковый батальон, 46 танков (29 Т-34 и 17 Т-70) и три 76-мм орудия.
К 2:00 17 марта 11-я гвардейская танковая бригада совместно с 3-й гвардейской Кубанской кавалерийской дивизией заняла оборону на рубеже Борисово, Буковище, Марицкий Хутор, Стрелецкая Слобода в 5 км от Севска. К 4:00 противник с двух направлений перешёл в атаку на Борисово: 12-ю танками и до батальона пехоты — из Берестка и одновременно до 30 танков с пехотой — из Коростовки. В результате боя, который длился целый день, противник был отброшен в исходное положение, потеряв 7 танков безвозвратно (сожжены), 10 танков подбитыми, два штурмовых орудия безвозвратно и до 100 солдат и офицеров.
Потери противника: сожжено 33 танка, подбито 22, уничтожено 4 пушки, до 650 солдат и офицеров. Наши потери: сгорело 12 танков, подбито 2, убито 16 человек, в том числе Герой Советского Союза Савельев.
На следующий день 18 марта в 12:00 противник вновь перешёл в наступление, нанеся главный удар в направлении Коростовка, Буковище, Севск. Позиции 11-й гвардейской танковой бригады были атакованы с трёх направлений группами танков противника: до 30 танков и до батальона пехоты — из Михайловского, Берестка на Борисов; свыше 40 танков и до полка пехоты — из Коростовки вдоль шоссе на Севск и до 30 танков из Калиновского на Кудеяр. Всего перед фронтом бригады было свыше 100 тяжёлых и средних танков и двух полков пехоты.
Взвод К. И. Савельева, оборонявший деревню Буковище, был укомплектован только лёгкими танками Т-70М из танковой колонны «Тамбовский колхозник». В условиях глубокого снежного покрова, затруднявшего манёвр, танкисты приняли свой последний бой с тяжёлыми танками противника. Командир взвода К. И. Савельев сгорел в танке; по другим сведениям — после боя был убит пулей, высунувшись из люка. Всего боях на севском направлении в марте 1943 года гвардии старший лейтенант К.И. Савельев подбил и сжёг 12 танков и самоходок противника.
Спустя два дня, к 20 марта 1943 года, 2-й гвардейский кавалерийский корпус был окружён и с большими потерями отошёл к Севску, обороняя последний в течение 6 суток. 27 марта немецкие войска выбили советские части из Севска. Остатки конно-стрелковой группы генерала В. В. Крюкова (менее 3000 человек) при содействии атаки войск фронта 28 марта прорвались из окружения, после чего линия фронта стабилизировалась до Курской битвы.
К. И. Савельев похоронен в братской могиле в деревне Буковище Севского района (ныне — Брянской области).

## Награды и звания
- Герой Советского Союза (8 февраля 1943[3]);
- орден Ленина (8 февраля 1943[3]);
- орден Красного Знамени (12 октября 1942[12]);
- орден Отечественной войны I степени (5 ноября 1942[13]);
- медали, в частности медаль «За отвагу» (24 апреля 1942[14]).

## Семья
Сестра Клавдия и младший брат Александр. Жена — Антонина Петровна Савельева, проживала в Ленинграде.

## Память
9 мая 2013 года в посёлке Буковище Брянской области К. И. Савельеву была установлена мемориальная доска: «Командир взвода 11-й гвардейской отдельной танковой бригады. Героически погиб 18 марта 1943 года в бою за поселок Буковище».
Ежегодно в Севском районе проходили районные лыжные мемориальные гонки в память К. И. Савельева. Позже стал проходить волейбольный турнир среди молодёжных команд Севского района.

## Документы
- Наградной лист К. И. Савельева с представлением к званию Героя Советского Союза в электронном банке документов «Подвиг народа» (архивные материалы ЦАМО. Ф. 33. Оп. 793756. Д. 42. Л. 236)..
- Из донесения о безвозвратных потерях 11-й гвардейской отдельной танковой бригады за период с 10.03.1943 по 20.03.1943 в электронном банке документов ОБД «Мемориал» (архивные материалы ЦАМО. Ф. 58. Оп. 18001. Д. 574)

.